# Henri Kay Henrion
Pour les articles homonymes, voir Henrion.
Henri Kay Henrion, né Heinrich Fritz Kohn à Nuremberg (Allemagne) en 1914 et mort en 1990, était un graphiste britannique.

## Biographie
Après avoir terminé ses études, Henri se rendit à Paris et travailla dans des ateliers clandestins de graphisme textile avant d'étudier avec l'affichiste Paul Colin. En 1936, il s'établit au Royaume-Uni afin de travailler comme affichiste. Il conçut un groupe de Recherche Architecturale Moderne (MARS). Durant la Seconde Guerre mondiale, il fut d'abord interné comme étranger mais il travailla par la suite pour le ministère de l'Information : il réalisa des affiches pour plusieurs campagnes telles que Victory garden, Aid the wounded et Grow More Food.
Après la guerre, Henri devint directeur artistique pour l'entreprise Contact Books et il conçut deux des pavillons du Festival of Britain en 1951. Il travailla par la suite dans le domaine émergent de l'identité graphique — veillant à ce que l'identité visuelle d'une entreprise soit cohérente dans tous les moyens qu'elle utilise pour communiquer avec le public. Ses clients comprenaient entre autres British European Airways, KLM Royal Dutch Airlines, le National Theatre et Post Office Ltd.
Henri enseigna au Royal College of Art de 1955 à 1965 et fut à la tête du London College of Communication de 1976 à 1979.
Il a été membre de l'Association internationale des artistes (en), de la Société des artistes et des designers industriels (plus tard la Chartered Society of Designers) et du Conseil du Design Industriel (en). En 1952, il est devenu l'un des membres les plus influents de l'Alliance graphique internationale, au sein de laquelle des concepteurs du monde entier peuvent se rencontrer et échanger leurs idées.
Henri fut nommé Royal Designer for Industry en 1959 et membre en 1951 de l'ordre de l'Empire britannique, puis officier en 1985. Les archives et la bibliothèque d'Henrion se trouvent dans les archives de l'université de Brighton.

## Sources
- (en) Cet article est partiellement ou en totalité issu de l’article de Wikipédia en anglais intitulé « Henri Kay Henrion » (voir la liste des auteurs).
- Notices d'autorité :   - VIAF
  - ISNI
  - BnF (données)
  - IdRef
  - GND
  - Israël
- Ressources relatives aux beaux-arts :   - Artists of the World Online
  - Bridgeman Art Library
  - British Council
  - Museum of Modern Art
  - National Portrait Gallery
  - RKDartists
  - Tate
  - Union List of Artist Names